# Pseudoxomysis incisa
Pseudoxomysis incisa är en kräftdjursart som beskrevs av Murano 200. Pseudoxomysis incisa ingår i släktet Pseudoxomysis och familjen Mysidae. Inga underarter finns listade i Catalogue of Life.